# نوکنده (ساری)
نوکنده(ساری)، روستایی است از توابع بخش چهاردانگه شهرستان ساری در استان مازندران. 

## جمعیت
این روستا در دهستان گرماب قرار داشته و بر اساس آخرین سرشماری مرکز آمار ایران که در سال ۱۳۸۵ صورت گرفته، جمعیت آن ۳۴۱نفر (۷۱خانوار) بوده‌است.